# Татарников, Борис Павлович
Борис Павлович Татарников (1910, Саратов, Российская империя — 1974, Ленинград, СССР) — советский инженер-строитель, специалист по основаниям и фундаментам инженерных сооружений, лауреат Ленинской премии.

## Биография
Родился 1 марта 1910 г. в Саратове.
1927 – 1931 гг. – учился в Саратовском техникуме коммунального строительства им. В. И. Ленина.
1932 – 1936 гг. – аспирантура при Ленинградском научно-исследовательском институте коммунального строительства (Санкт-Петербургский государственный архитектурно-строительный университет).
С 1937 г. – кандидат технических наук.
1936 – 1938 гг. – работал в Ленинградском институте сооружений и строительства Наркомата тяжелой промышленности.
С 1938 г. работал в Ленинградском институте «Лентранспроект».
В 1939—1946 гг. служил в мостовом железнодорожном батальоне 1-й гвардейской железнодорожной бригады железнодорожных войск РККА ВС СССР, гвардии техник-лейтенант. Награждён медалью «За оборону Кавказа».
С 1946 г. работал в Ленинградском институте железнодорожного транспорта (Петербургский государственный университет путей сообщения Императора Александра I). Старший научный сотрудник.
В 1947 г. разработал новый метод погружения свай низкочастотной вибрацией направленного действия.
В 1962 году удостоен Ленинской премии за разработку и внедрение в строительство бескессонных фундаментов глубокого заложения из сборного железобетона.
Брат – художник Георгий Павлович Татарников (1914 – 1971).